# 皇家艺术研究院
皇家艺术研究院（英語：Royal Academy of Arts，缩写：RA）是位于英国伦敦皮卡迪利街伯林顿府的一座研究院，建立于1768年12月10日，为私人资助的机构，相对独立。研究院通過組織舉辦藝術展等各類藝術活動來促进藝術發展。
皇家艺术研究院旗下的皇家美術學院（Royal Academy Schools）成立於1769年，至今仍每年提供17個三年制的碩士學位。

## 历史

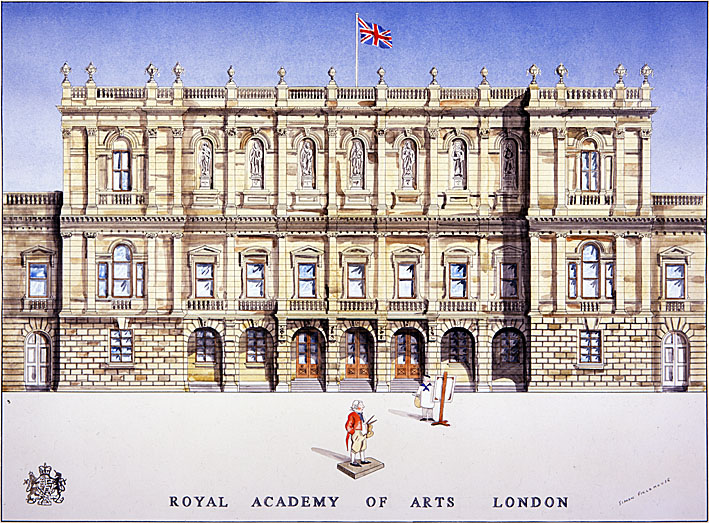
19世紀的皇家艺术研究院

皇家艺术研究院始建于1768年12月10日，建立初期为英王乔治三世的个人行为。建立时的目的是通过教育及展览等措施，促进英国的艺术與设计发展，並推动艺术家和建筑师的出现。1769年，它开始举办皇家艺术研究院夏季展（Summer Exhibition），后来成为世界上连续举办时间最长的当代艺术展。

## 画廊

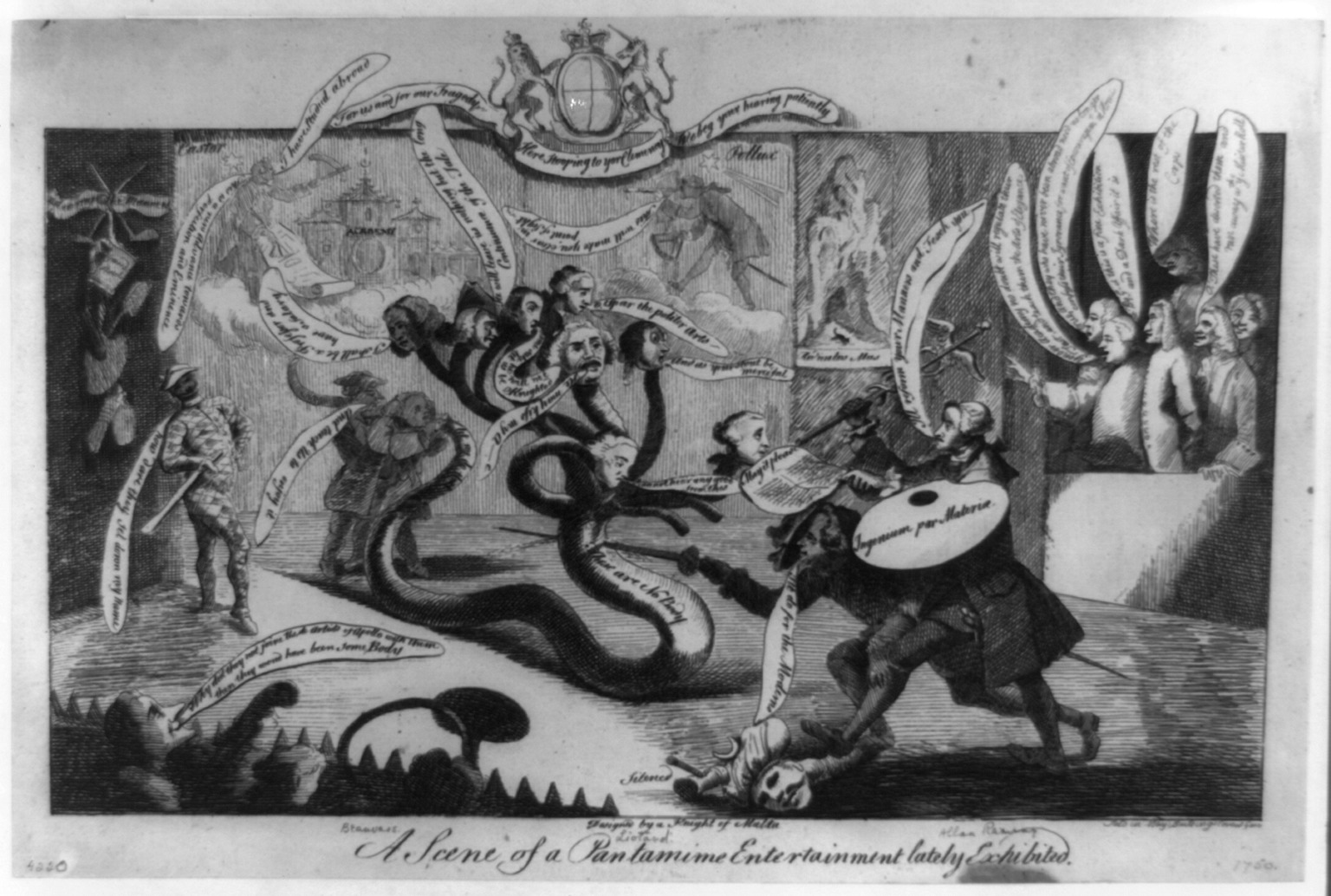
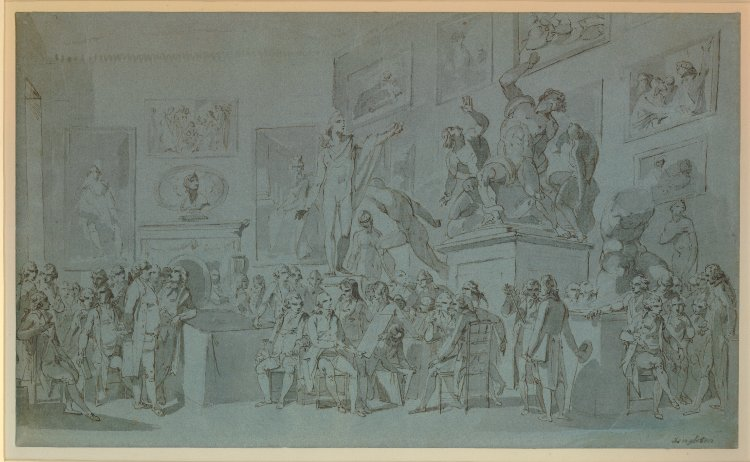
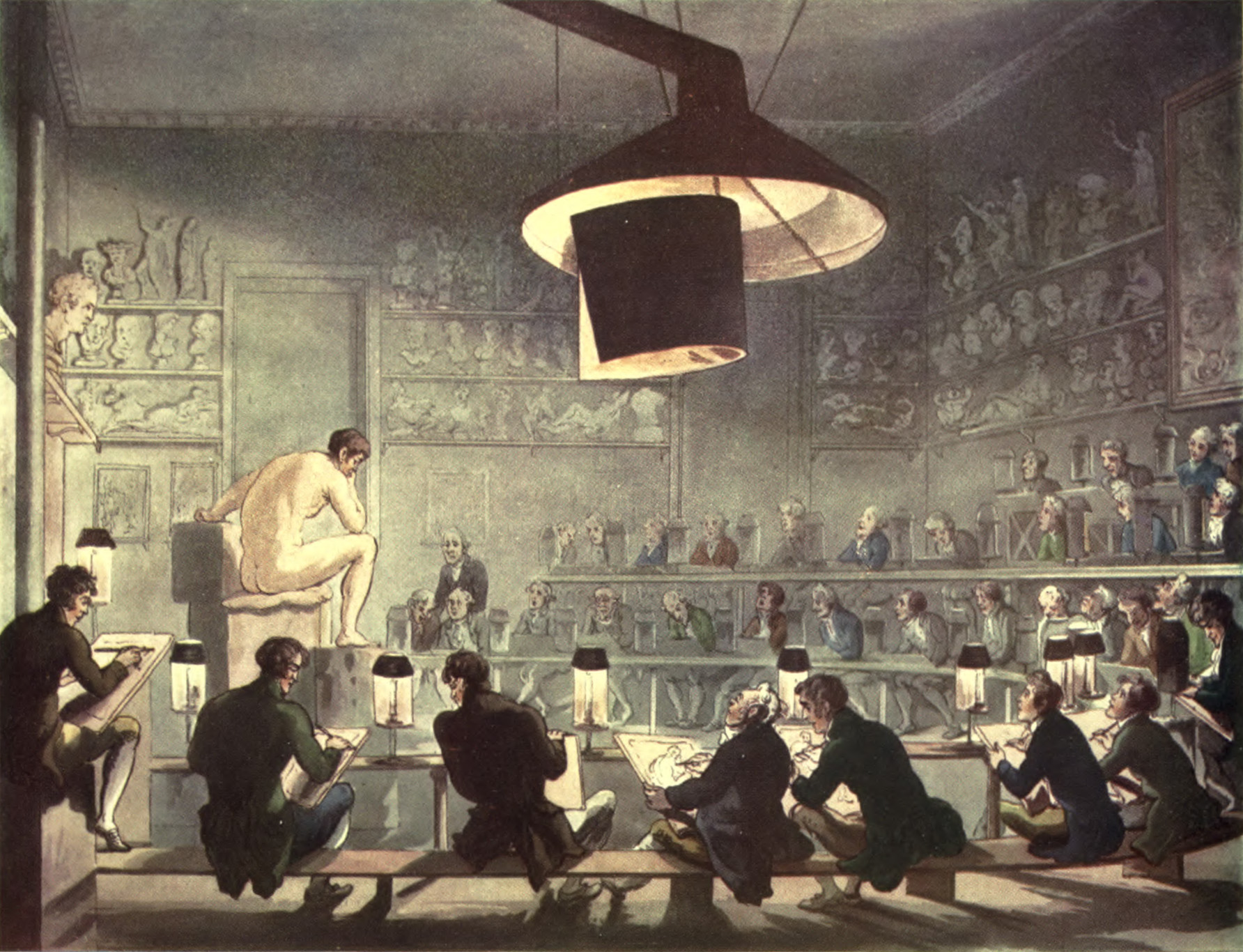
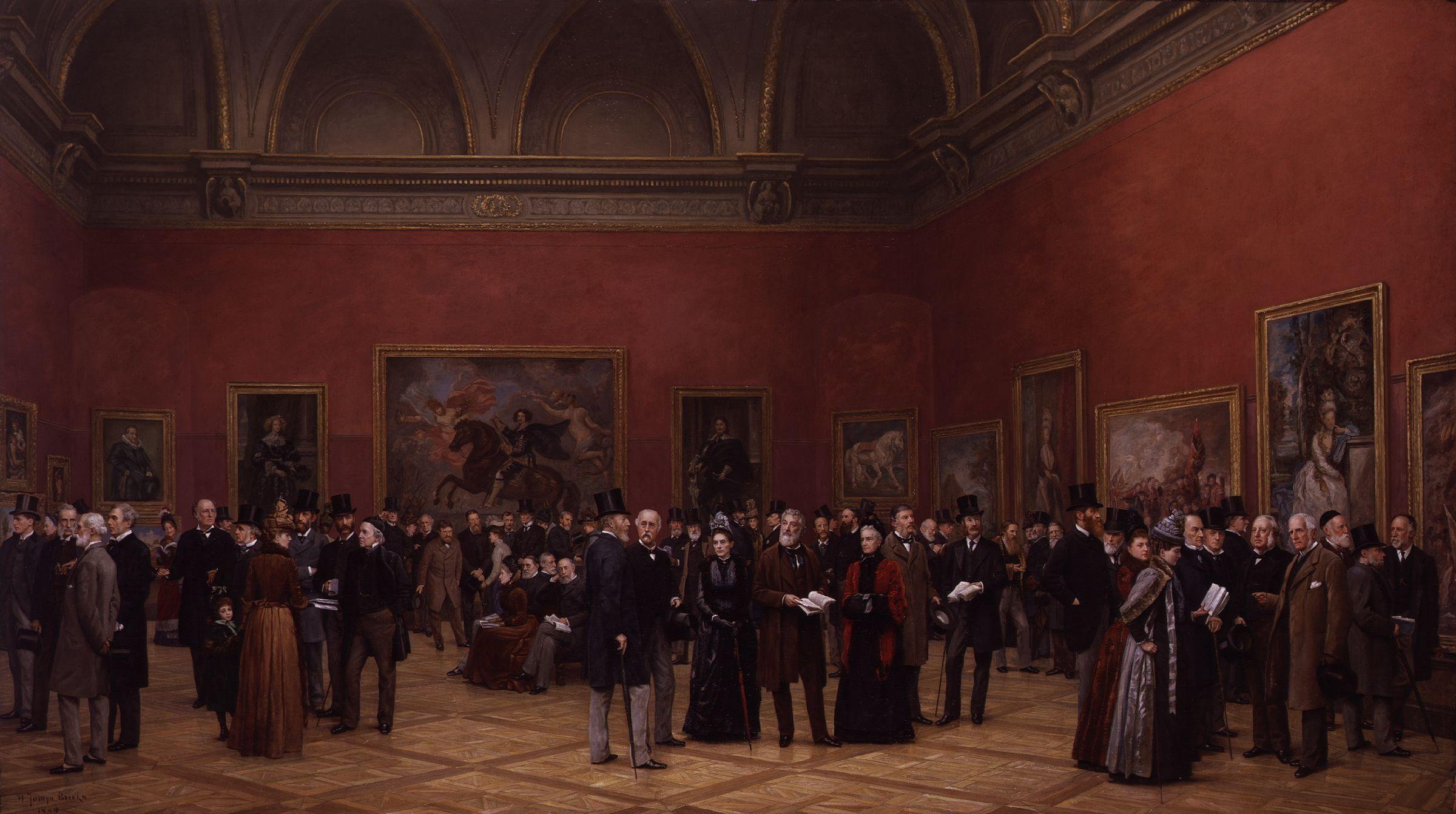
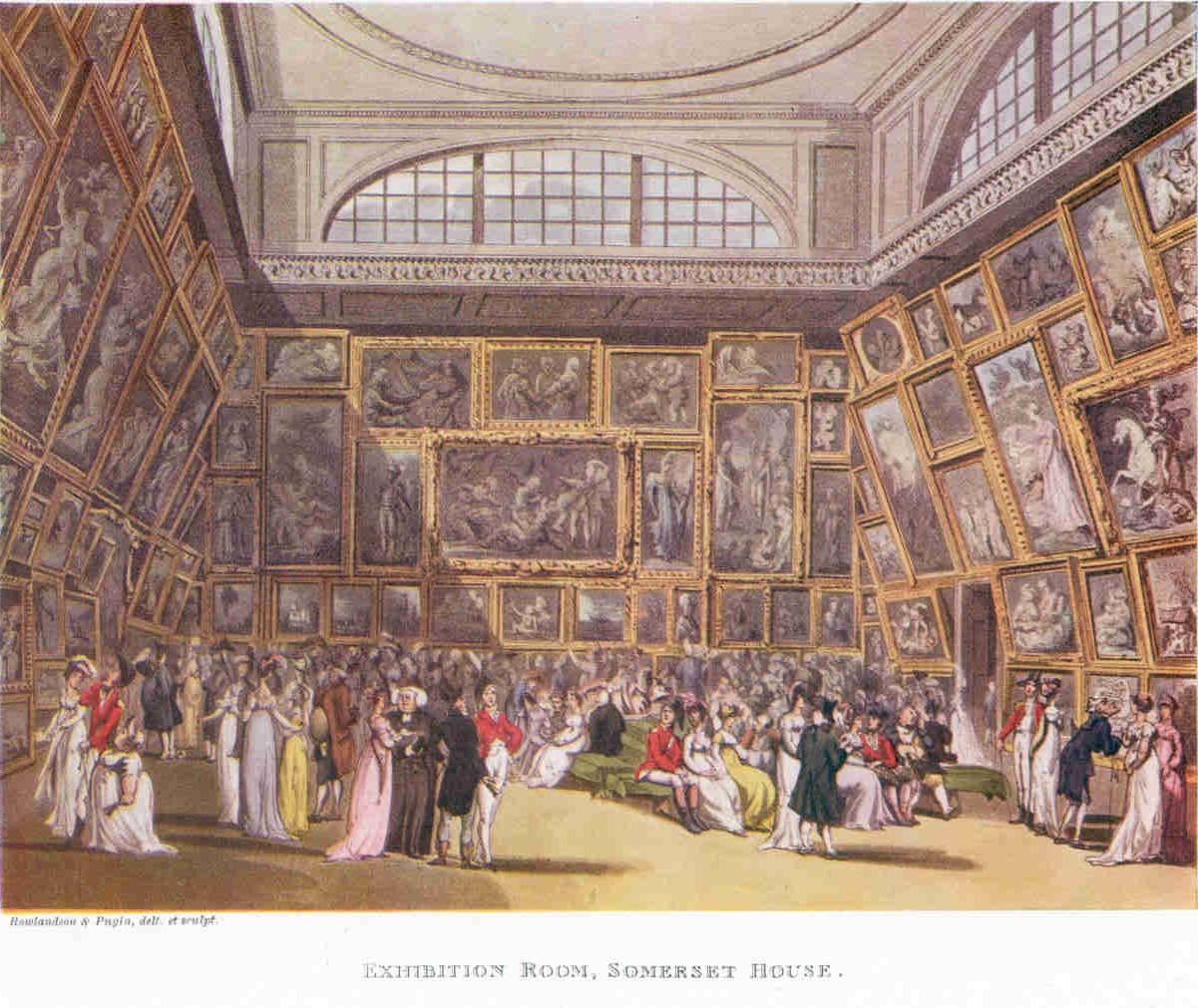
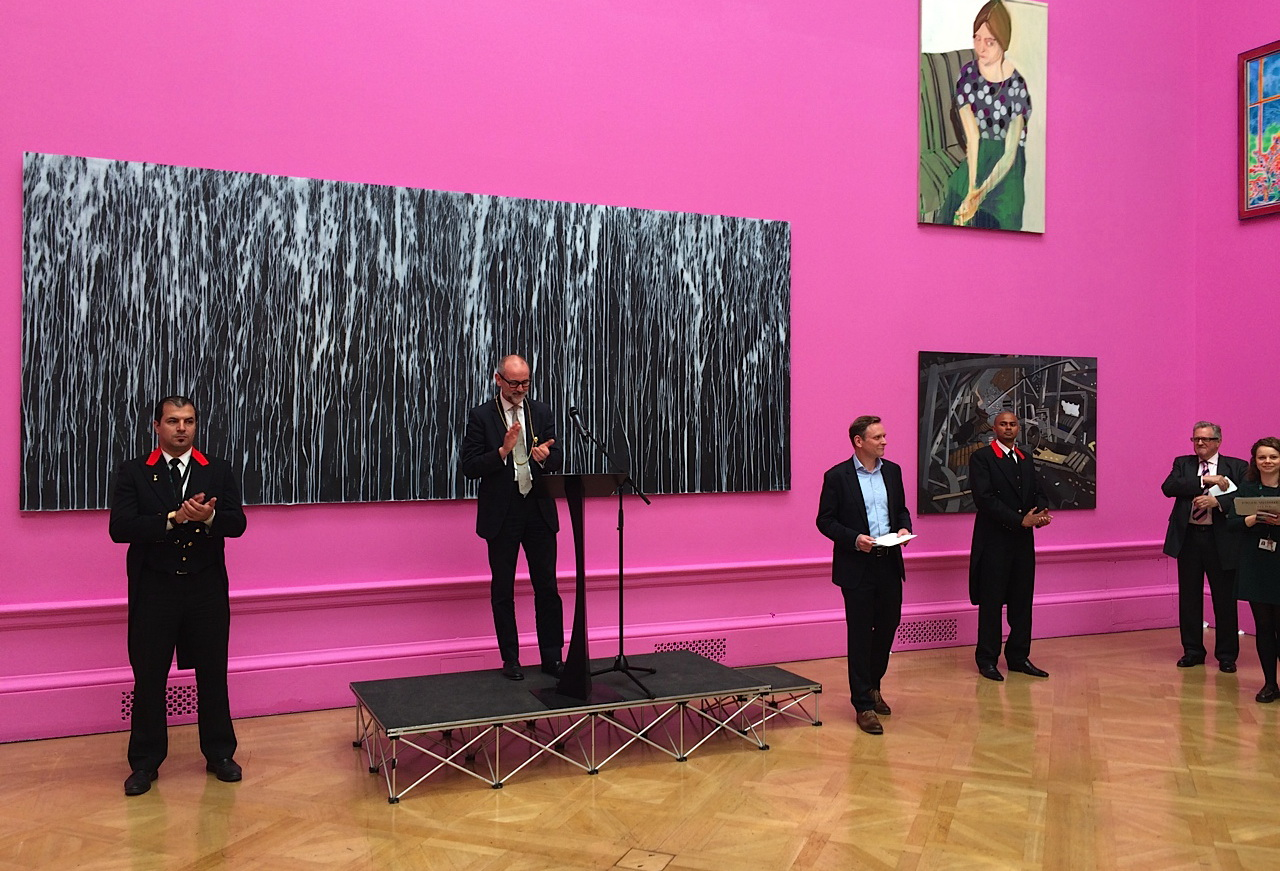
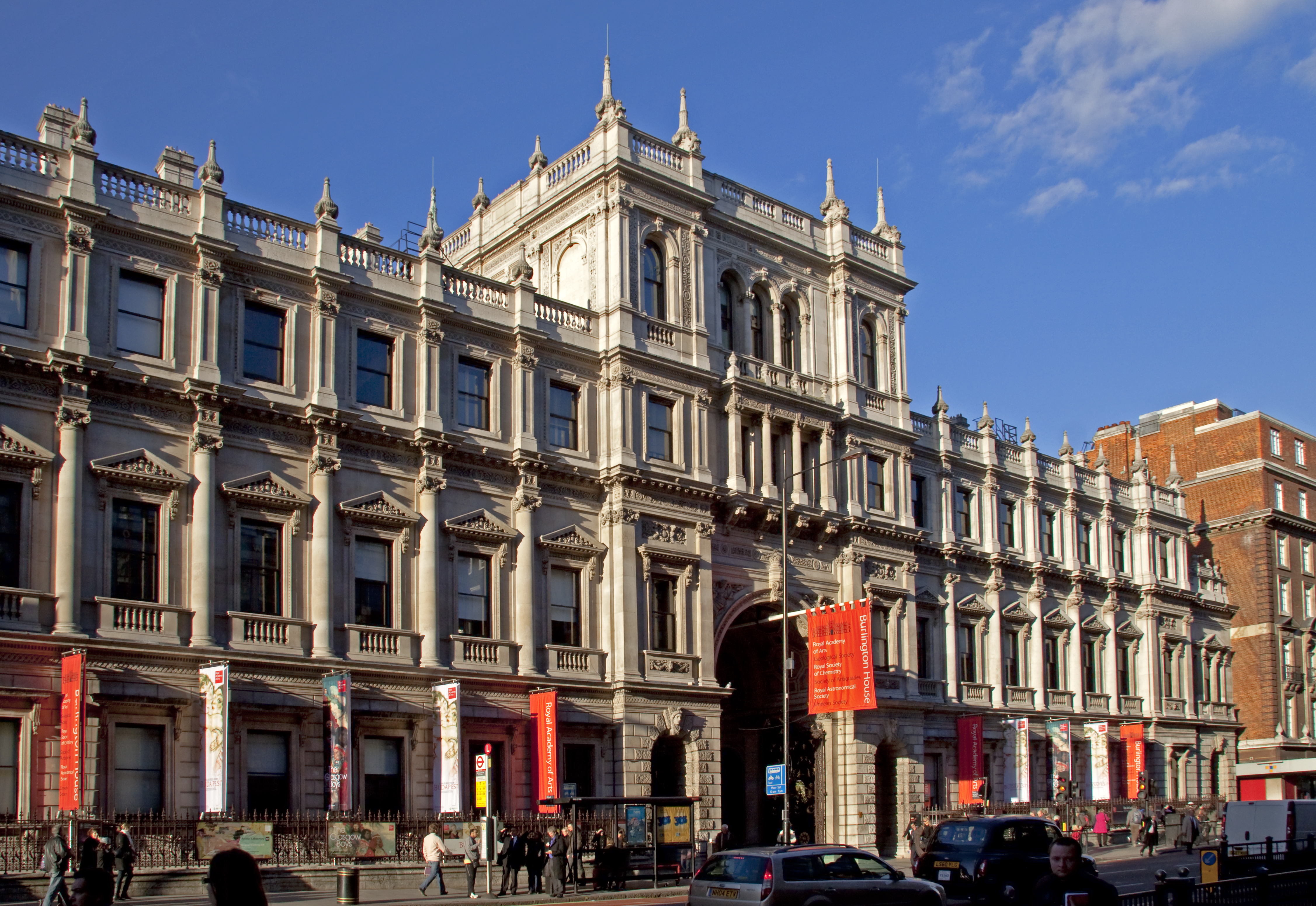
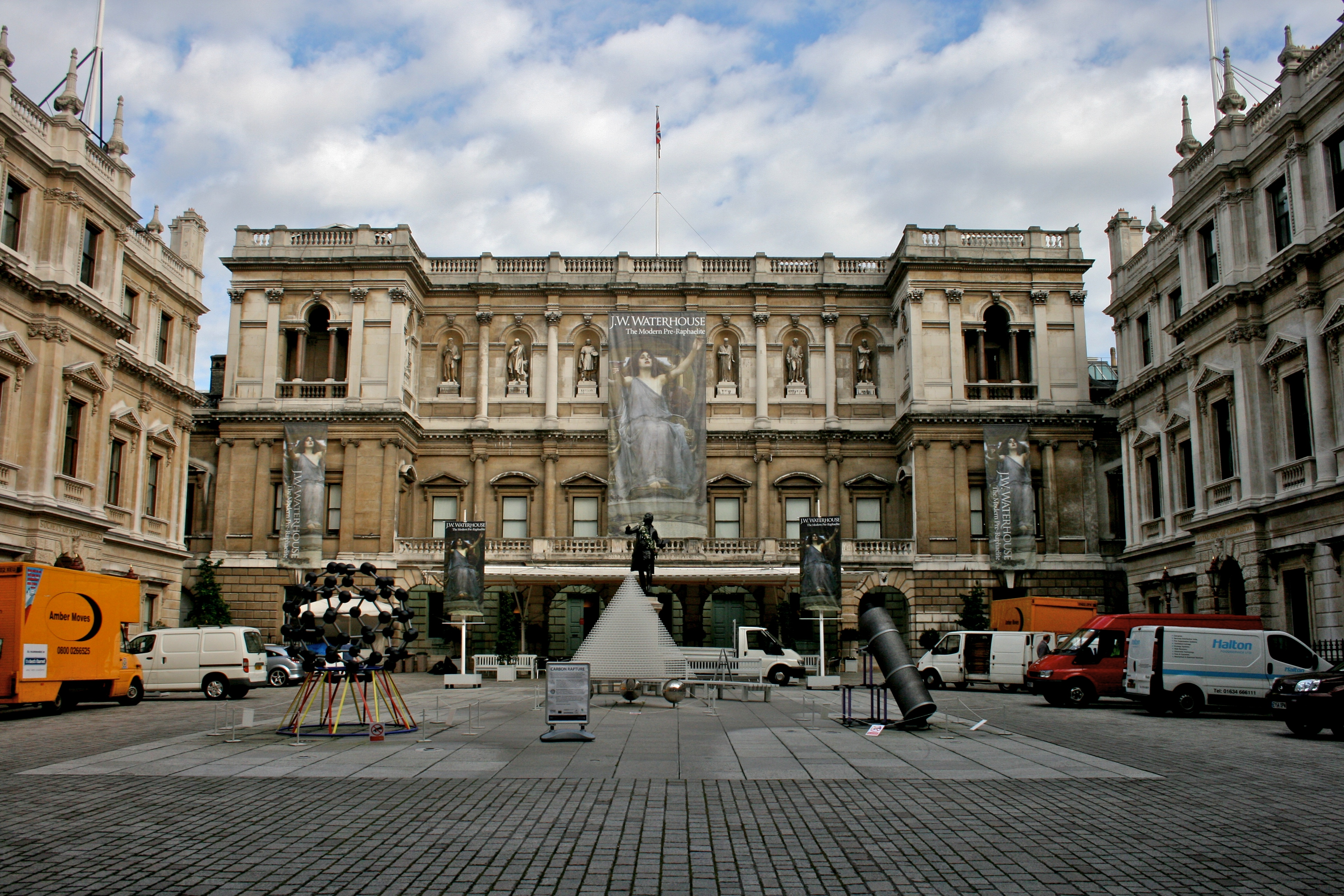
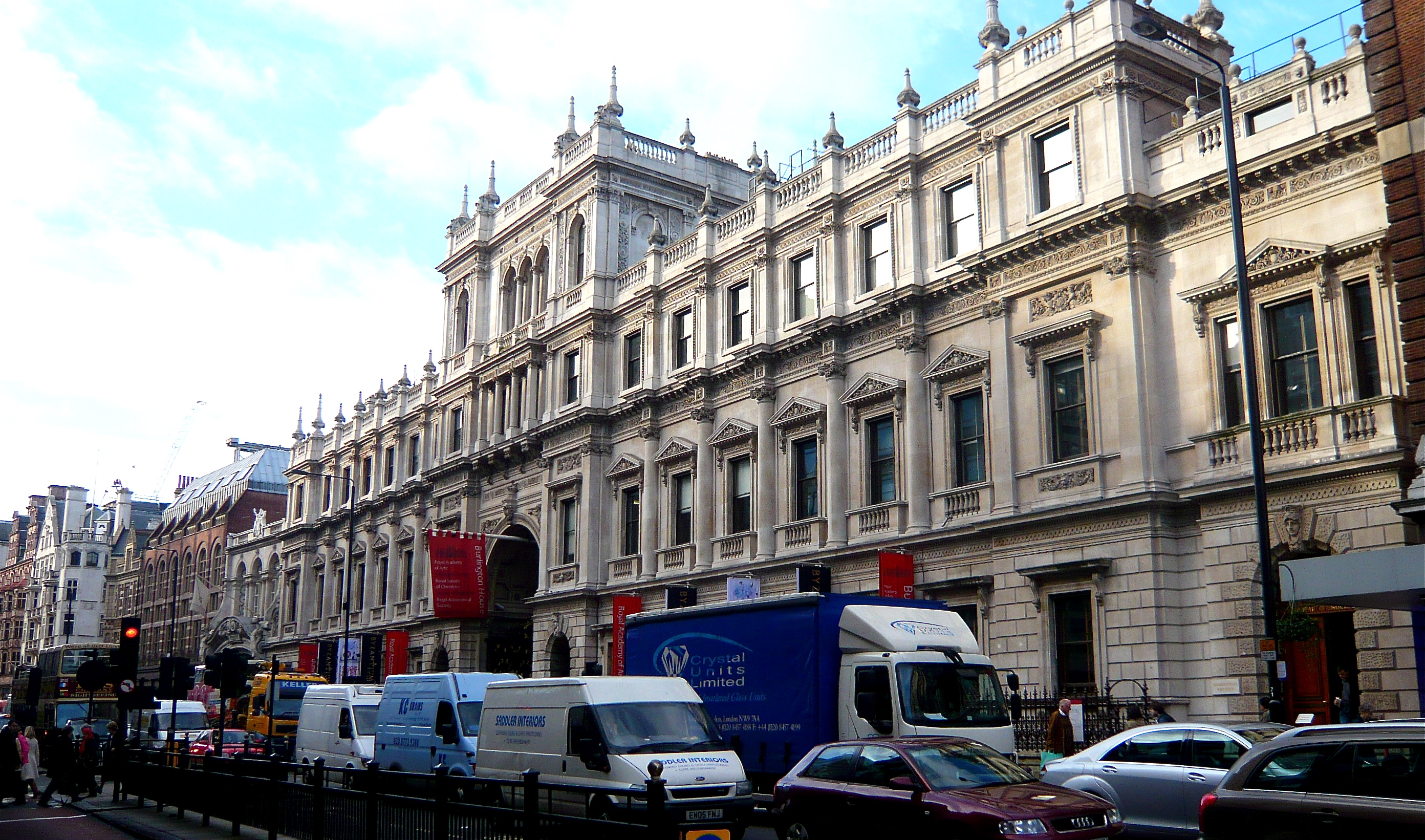
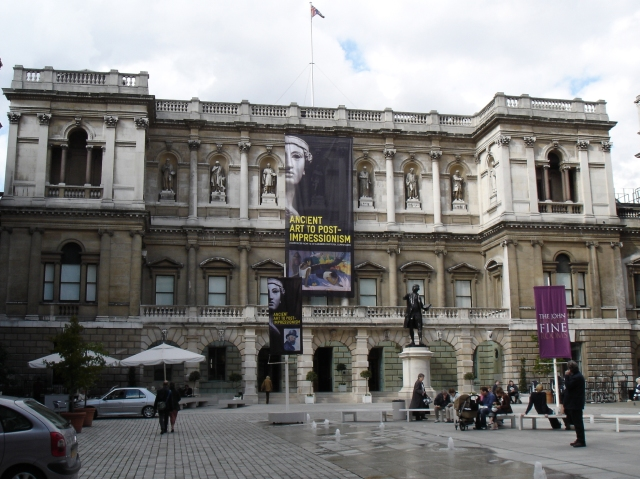

## 历届院长
| 馆长                                 | 任期           |
| ------------------------------------ | -------------- |
| 約書亞·雷諾茲                        | 1768–1792      |
| 本傑明·韋斯特                        | 1792–1805      |
| 詹姆斯·懷亞特                        | 1805–1806      |
| 本傑明·韋斯特                        | 1806–1820      |
| 托馬斯·勞倫斯                        | 1820–1830      |
| 馬丁·阿切爾·希（Martin Archer Shee） | 1830–1850      |
| 查爾斯·洛克·伊斯特萊克               | 1850–1865      |
| 弗朗西斯·格蘭特                      | 1866–1878      |
| 弗雷德里克·雷頓                      | 1878–1896      |
| 約翰·艾佛雷特·米萊                   | 1896年2月至8月 |
| 爱德华·波因特                        | 1896–1918      |
| 阿斯頓·韋伯                          | 1919–1924      |
| 弗蘭克·迪克西                        | 1924–1928      |
| 威廉·盧埃林                          | 1928–1938      |
| 埃德溫·勒琴斯                        | 1938–1944      |
| 阿爾弗雷德·芒寧斯                    | 1944–1949      |
| 杰拉尔德·凯利                        | 1949–1954      |
| 阿尔伯特·理查森                      | 1954–1956      |
| 查尔斯·惠勒                          | 1956–1966      |
| 托馬斯·莫寧頓                        | 1966–1976      |
| 休·卡森                              | 1976–1984      |
| 羅傑·德·格雷                         | 1984–1993      |
| 菲利普·道森                          | 1993–1999      |
| 菲利普·金                            | 1999–2004      |
| 尼古拉斯·格雷姆肖                    | 2004–2011      |
| 克里斯多夫·勒·布伦                   | 2011-          |